# IBM 2260

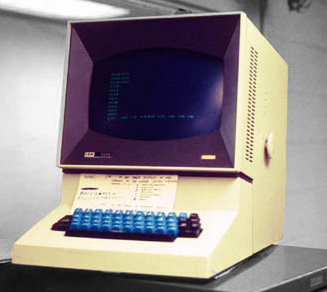
IBM 2260表示装置。暗い地に青緑色の文字が表示される。

IBM 2260表示装置（IBMにぃにぃろくまるひょうじそうち、英語: IBM 2260 Display Unit）はIBMが1964年に発表したディスプレイ端末機で、単色テキスト（暗い地に青緑色文字）のみをブラウン管に表示した。後の1971年に発表された、より強力なIBM 3270表示装置の前身で、それはその後カラーテキストとグラフィックスをサポートするように拡張されていく。

## 概要
IBM 2260には基本的に3つのモデルがあった。モデル1は全体で240文字を表示し、40文字の6行として表示した。モデル2は40文字の12行で、全体で480文字を表示した。モデル3は80文字の12行で、960文字を表示した。キーボードのないモデルも選べて、表示専用アプリケーションで利用できた。。80文字という横幅は、IBMの80欄パンチカードの形式に対応していた。IBM 2260およびその後継デバイスは、将来のオフィスをペーパーレスオフィスの可能性促した、パンチカードからビデオ表示への過渡的なコンピューターハードウェアでということができる。
IBM 2260はラスター・スキャンが上下であるという特性を備えていた。一般的には左右へスキャンするのが普通であった。
IBM 2848表示制御装置は、最大24台の2260表示装置を接続できた。この制御装置は最大2400ビット/秒でローカルチャネルへ接続されるか、通信回線を通した遠隔地で接続されるかした。オプションのアダプターによりIBM 1053プリンターを接続でき、同じ制御装置に接続されたすべての表示装置で共有できた。
IBM 2265表示装置はIBM 2845表示制御装置へ接続されて、1台のみが必要なユーザー用であった。
この表示装置がサポートした文字セットはASCIIの標準（ASCII standard ASA X3.4-1965）が使われ、この標準は合意されたが、結局公表されなかった標準であった。

## 開発と製造
開発と製造はIBMキングストンで行われ、海外でも製造が行われた。

## 後継機
後継機種は1971年に発表された、より強力でEBCDICを使ったIBM 3270表示装置である。